# 帯電防止剤
帯電防止剤（たいでんぼうしざい）とは、物品（固体または液体）が静電気を帯びるのを防ぐために用いられる、導電性を高める性質を持つ薬品。静電気はほこりの吸着、繊維製品や頭髪などの傷み、また放電による電子機器の破損、火災や爆発の危険など、悪影響が大きいので、積極的な除去を必要とする。導電性の低い物品が帯電すると静電気が生じるが、すぐに放電すれば静電気とはならない。従って導電性を高める物質が帯電防止剤として利用される。
用途は、物品またはその素材に添加しそれ自体の静電気を防ぐものと、物体の表面に処理するものとに分けられ、次のようなものがある。
- プラスチック添加剤 - プラスチック製品の帯電を防止する。
- 燃料添加剤 - ジェット燃料などの爆発・火災防止用。
- スプレー式帯電防止剤、柔軟剤・洗剤成分 - 繊維製品に処理することで帯電を防止する。
- リンス・シャンプー成分 - 頭髪の帯電防止。

物質の種類としては、非極性物質の導電性を高める極性物質や電解質が用いられる。また界面活性剤は疎水性物質の表面で水を吸着することにより導電性を高め、さらに摩擦を弱める効果もあるので、特に多く用いられる。
一方、界面活性剤には湿度依存性やアウトガスの懸念を指摘されることがあるため、その際はカーボンや金属フィラーが用いられる。ただしそれらも外観不良を引き起こす場合があるため、透明性や少量添加による性能向上を求めるならばイオン液体のような対策品が選択される。